# Traité d'Angora
Le Traité d'Angora (1925) est un accord international signé à Angora (aujourd'hui Ankara), en 1925, entre la République de Turquie et le Royaume de Bulgarie.
D’après les dispositions de ce traité, la Turquie est tenue de dédommager les 200 000 bulgares - et leurs descendants - expulsés, après 1913, de leurs propriétés situées dans la partie de la Thrace orientale demeurée en Turquie après la Deuxième Guerre balkanique.
La somme de compensation devrait s’élever, aujourd’hui, à environ 16 milliards de dollars. Ce point a été inclus dans le rapport de la Commission du Parlement européen à la suite de la proposition des députés bulgares du groupe du Parti des socialistes européens (PSE).